# 勝手にキャッチコピー委員会
勝手にキャッチコピー委員会（かってにキャッチコピーいいんかい）は、2013年1月14日から3月27日までテレビ東京で放送されていたバラエティ番組。

## 概要
言葉のプロの芸人やコピーライターなどがいろいろな地域や企業に出向きキャッチコピーを披露し対決するキャッチコピー創作番組。

## 出演者

### レギュラー出演者
- ビビる大木（委員長）
- 新井恵理那（秘書）
- 鳥井美沙（ナレーター）

### ゲスト出演者
| 回 | 放送日        | キャッチコピー対象                             | 出演者           | 備考                        |
| -- | ------------- | ---------------------------------------------- | ---------------- | --------------------------- |
| 1  | 2013年1月14日 | 「戸越銀座商店街」「柴又・高木屋老舗草だんご」 | 有野晋哉、原晋   | 初回放送時間は25:30 - 26:00 |
| 2  | 2013年1月21日 | 「石川酒造」「渋谷肉横丁」                     | 塚地武雅、池田聡 |                             |
| 3  | 2013年1月28日 | 「Zoff Park原宿」「映画版鈴木先生」            | 川島明、李和淑   |                             |

## ネット局
| 放送対象地域 | 放送局       | 系列           | 放送期間                      | 放送日時               | 遅れ      |
| ------------ | ------------ | -------------- | ----------------------------- | ---------------------- | --------- |
| 関東広域圏   | テレビ東京   | テレビ東京系列 | 2013年1月14日 - 2013年3月27日 | 毎週月曜 25:00 - 25:30 | 制作局    |
| 北海道       | テレビ北海道 | テレビ東京系列 | 2013年2月13日 - 2013年4月24日 | 毎週水曜 25:35 - 26:05 | 29日遅れ  |
| 福岡県       | TVQ九州放送  | テレビ東京系列 | 2013年8月18日 - 2013年9月29日 | 毎週日曜 25:00 - 25:30 | 216日遅れ |

## スタッフ
- 構成:たちばなひとなり、アラケン
- カメラ:大田黒岳、川島孝夫、竺原功二
- 音声:高橋一彦
- 映像:岡賢治
- EED:島田一浩、福井洋
- MA:渕野あゆみ
- 音響効果:久坂恵紹
- ロゴデザイン:井上櫻子
- イラスト:こばやし画伯
- メイク:飯田ユミ
- 車両:大村将之
- 技術協力:ラメカラメカ、麻布プラザ、戯音工房
- 演出補:村上誠一郎
- ディレクター:高橋寛之、前田知秀
- プロデューサー:塩原幸雄（テレビ東京）、袰川斉、宮崎孝幸
- 製作:やんかわ商店、テレビ東京